# Ed Souza
Edward Souza-Neto (Fall River, Massachusetts, Estados Unidos, 22 de septiembre de 1921 - Warren, Rhode Island, Estados Unidos, 19 de mayo de 1979) fue un futbolista estadounidense. Jugó en la posición de delantero.

## Selección nacional
Jugó 7 partidos con la selección estadounidense y anotó un gol. Participó en la Copa Mundial de Fútbol de 1950 realizada en Brasil, disputó dos encuentros, incluyendo el triunfo por 1–0 ante la selección de  Inglaterra, considerado como una de las mayores sorpresas en la historia del fútbol. Inclusive, jugó con el equipo nacional en los Juegos Olímpicos de Londres de 1948.

### Participaciones en Juegos Olímpicos
| Torneo                   | Sede    | Resultado        |
| ------------------------ | ------- | ---------------- |
| Juegos Olímpicos de 1948 | Londres | Cuartos de final |

### Participaciones en Copas del Mundo
| Mundial                        | Sede   | Resultado    | PJ | Goles |
| ------------------------------ | ------ | ------------ | -- | ----- |
| Copa Mundial de Fútbol de 1950 | Brasil | Primera fase | 2  | 0     |

## Clubes
| Club                         | País           | Año         |
| ---------------------------- | -------------- | ----------- |
| Ponta Delgada F.C.           | Estados Unidos | Desconocido |
| New York German-Hungarian SC | Estados Unidos | Desconocido |